# Axel Strand
Axel Wilhelm Strand, född 13 november 1893 i Burlövs församling, Skåne län, död 13 september 1983 i Oscars församling, Stockholms län, var en svensk fackföreningsledare och socialdemokratisk politiker. Han var riksdagsledamot av Första kammaren 1938–1970 och LO:s ordförande 1947–1956.

## Biografi
Strand var son till maskinsnickaren Jöns Strand. Han deltog i storstrejken 1909 som fackligt aktiv snickarlärling i Lund. Han präglades av strejknederlaget genom att ständigt hävda vikten av en ekonomiskt stark facklig organisation. Han genomförde sin strategi först som kassör i Träindustriarbetareförbundet och från 1937 som kassör i LO. 
Strand var av Stockholms stad invald ledamot av Första kammaren 1938–1970 och var där andre vice talman 1950–1951 samt förste vice talman 1952–1970.
Han var LO:s ordförande 1947–1956. De första åren präglades av hård konfrontation med den socialdemokratiska regeringen. Konflikten utspelades bakom lyckta dörrar åren 1948–1951 och hade sin bakgrund i den valutakris som uppkommit. Valutareserven tömdes och regeringen införde importrestriktioner, återinförde kafferansoneringen och bostadsbyggandet fick stå tillbaka för industriinvesteringar. LO tvingades 1948 att acceptera ett pris- och lönestopp och Tage Erlander hotade att avgå om så inte skedde. Strand lyckades emellertid uppskjuta ett förslag om koalition med bondeförbundet under några år. 
Mot slutet av sin ordförandetid drev Strand igenom köpet av Stockholms-Tidningen och Aftonbladet från Torsten Kreuger. Aftonbladet kom, förutom att vara en opinionsbildare, att bli en mycket bra affär för LO.  
Strand är begravd på Skogskyrkogården i Stockholm.